# Острова Швейцарии

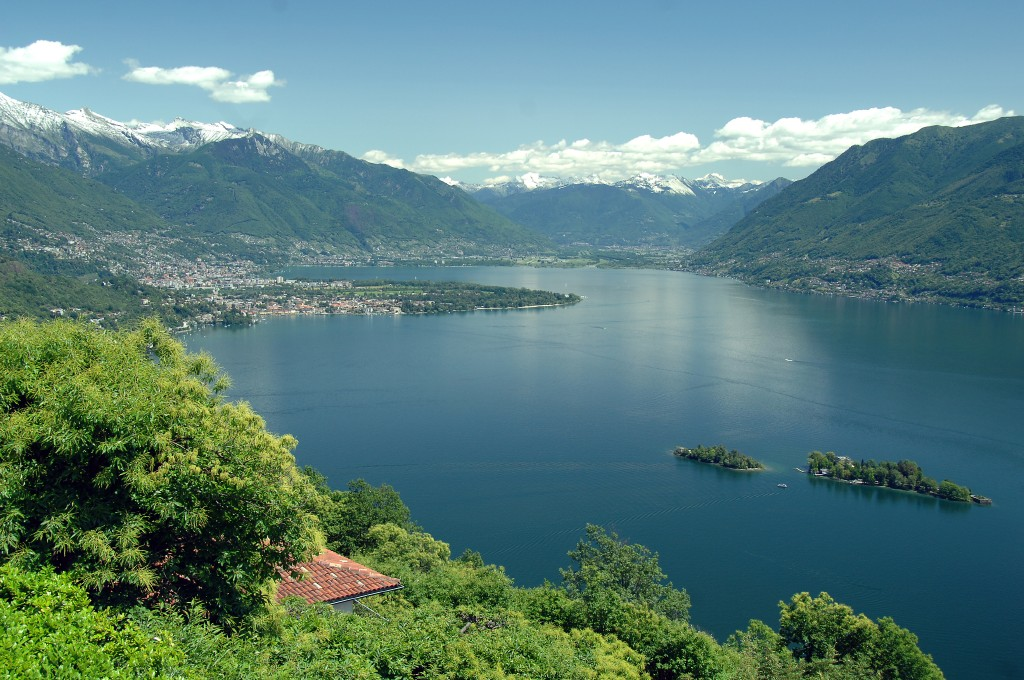
Острова Бриссаго на Лаго-Маджоре

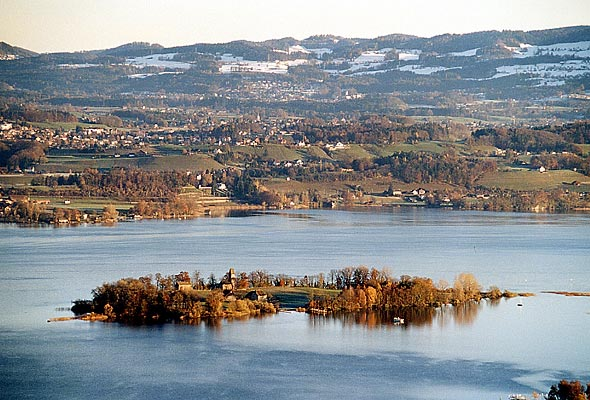
Остров Уфенау на Цюрихском озере

Ниже приведён список островов Швейцарии. Синим помечены острова, располагающиеся в озёрах, белым — в реках.
| Остров                       | Озеро или река         | Кантон       |
| ---------------------------- | ---------------------- | ------------ |
| Аре                          | Аре                    | Золотурн     |
| Острова Аре, Рёйса и Лиммата | Аре                    | Аргау        |
| Альштадт                     | Фирвальдштетское озеро | Люцерн       |
| Беллиц                       | Аре                    | Берн         |
| Острова Бриссаго             | Лаго-Маджоре           | Тичино       |
| Шавиола                      | Зильсер                | Граубюнден   |
| Остров в реке Ду             | Ду                     | Юра          |
| Фишергрин                    | Аре                    | Аргау        |
| Большой остров               | Муртензе               | Фрибур       |
| Грин                         | Аре                    | Аргау        |
| Грин                         | Рейн                   | Аргау        |
| Иль-де-Лагарп                | Женевское озеро        | Во           |
| Хайд                         | Хайд                   | Граубюнден   |
| Остров в Клингнауэре         | Клингнауэр             | Аргау        |
| Лютцелау                     | Цюрихское озеро        | Швиц         |
| Остров в озере Монсалвен     | Монсалвен              | Фрибур       |
| Нидау                        | Бильское озеро         | Берн         |
| Иль-д'Огоз                   | Грюйер                 | Фрибур       |
| Пайльц                       | Женевское озеро        | Во           |
| Руссо                        | Рона                   | Женева       |
| Рейнау                       | Рейн                   | Цюрих        |
| Руппольдинген                | Аре                    | Золотурн     |
| Заффа                        | Цюрихское озеро        | Цюрих        |
| Шахен                        | Аре                    | Аргау        |
| Шлосс                        | Мауэн                  | Люцерн       |
| Шнегген                      | Бриенцское озеро       | Берн         |
| Шванау                       | Лауэрц                 | Швиц         |
| Острова в Земпахском озере   | Земпахское озеро       | Люцерн       |
| Остров Святого Петра         | Бильское озеро         | Берн         |
| Уфенау                       | Цюрихское озеро        | Швиц         |
| Фогельраупфи                 | Аре                    | Берн         |
| Верд                         | Рейн                   | Тургау       |
| Верд                         | Лиммат                 | Цюрих        |
| Остров в Валензе             | Валензе                | Санкт-Галлен |
| Остров в озере Волен         | Волен                  | Берн         |